# La Nouvelle Vie de monsieur Horten
Pour plus de détails, voir Fiche technique et Distribution.
La Nouvelle Vie de monsieur Horten (O' Horten) est un film norvégien réalisé par Bent Hamer, sorti en 2007. Il fait partie de la sélection Un certain regard au Festival de Cannes 2008.

## Synopsis
Odd Horten est un cheminot sur le point de prendre sa retraite et qui va faire des rencontres insolites.

## Fiche technique
- Titre original : O' Horten
- Titre français : La Nouvelle Vie de M. Horten
- Réalisation : Bent Hamer
- Scénario : Bent Hamer
- Pays d'origine :  Norvège
- Format : Couleurs - 35 mm - 1,85:1 - Dolby Digital
- Genre : comédie dramatique
- Durée : 90 minutes
- Dates de sortie :
  - Norvège : 26 décembre 2007
  - France : 21 mai 2008 (Festival de Cannes) ; 18 juin 2008 (sortie nationale)

## Distribution
- Baard Owe : Odd Horten
- Espen Skjønberg : Trygve Sissener
- Ghita Nørby : Fru Thøgersen
- Henny Moan : Svea
- Bjørn Floberg : Flo
- Kai Remlow : Steiner Sissener
- Per Jansen : conducteur de train
- Bjarte Hjelmeland : conducteur
- Gard B. Eidsvold : Stinesen
- Bjørn Jenseg : Valkyrijen kelner
- Morten Rudå : Röhmer
- Lars Øyno : Connery
- Trond-Viggo Torgersen : Opsahl
- Peder Anders Lohne Hamer : Nordahl